# Paramoudra

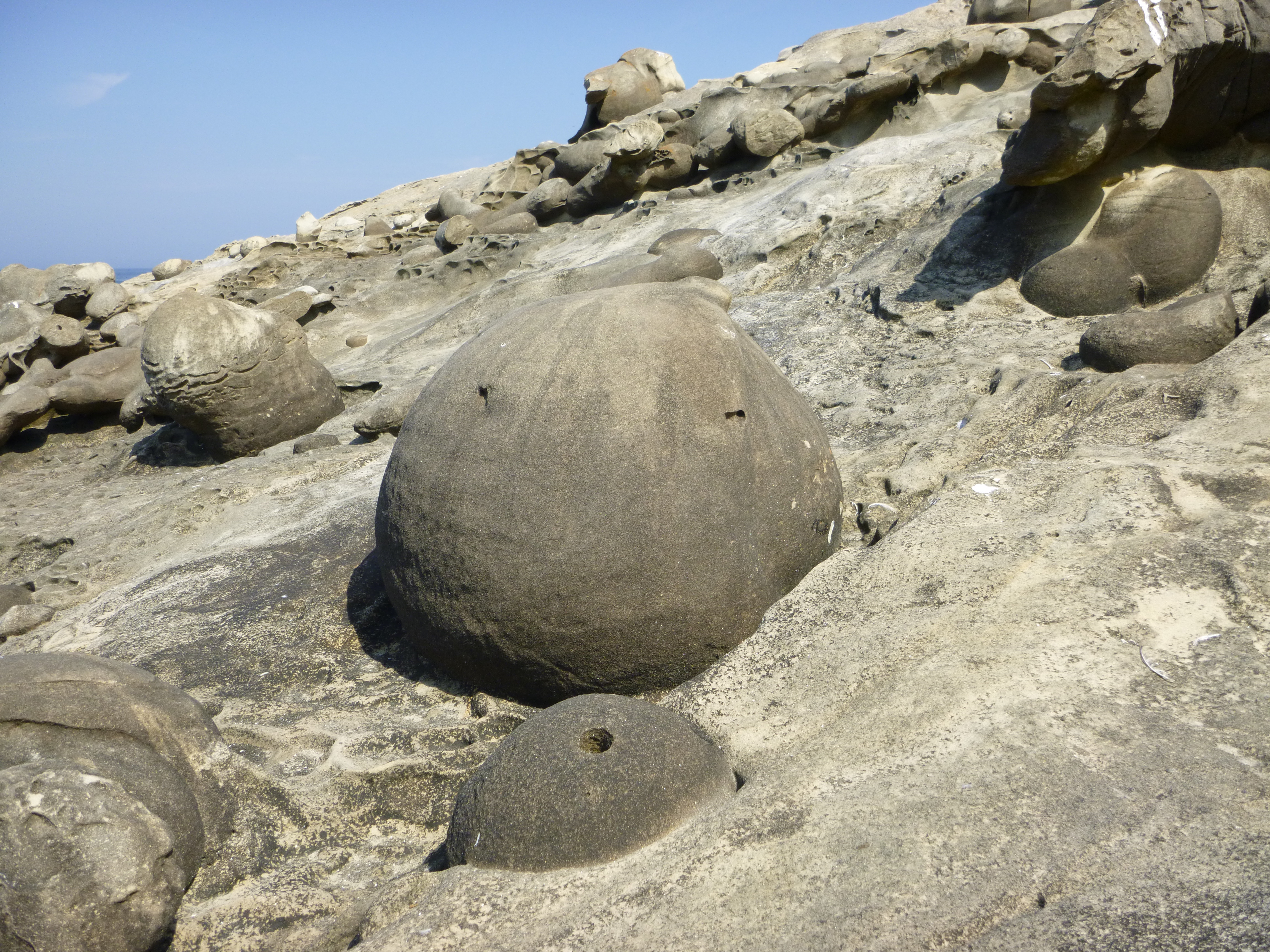
Paramoudras gréseux du Jaizkibel.

On appelle paramoudras certaines formations rocheuses régulières et symétriques plus résistant à l'érosion que leur environnement immédiat :
- boules ou cylindres de grès durs dans des grès plus fragiles ;
- silex présents dans la craie ou d'autres calcaires, en forme de cylindre, parfois localement bombés en poire ou en tonneau[1]

Ils ont été décrits pour la première fois par Buckland en Irlande en 1817. L'étymologie du mot pourrait tenir du gaélique peura (poire) et muireach (mer) ou intégrer le verbe français « moudre ».

## Description et exemples
- Paramoudras gréseux du massif du Jaizkibel, en forme de boules régulières ;
- Silex cylindriques de 20 à 60 centimètres de diamètre et de un à plusieurs mètres de long, dont l'axe est formé d'un tube de craie lithifié de un à deux centimètres de diamètre. De telles formations ont été repérées dans les couches[2] :
  - du Cénomanien inférieur (Tronquay)
  - du Turonien supérieur (Eletot)
  - du Coniacien inférieur ou moyen (entre Yport et Fécamp)
  - du Santonien inférieur
  - de Bedwell’s columnar (Kent, Angleterre)
  - de craie à Paramoudra du Norfolk

## Formation

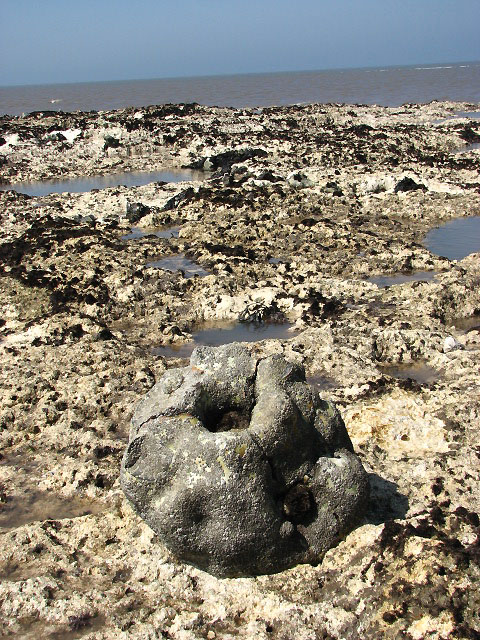
Extrémité supérieure d'un paramoudra siliceux.

L'origine des paramoudras en général n'est pas établie. 
Il est classique que la transformation diagénique d'un sable en un grès plus ou moins induré soit irrégulière, et génère ainsi des zones très résistantes au sein de volumes gréseux plus fragiles. L'érosion dégage alors progressivement ces roches plus dures, mais ce phénomène ne suffit pas à rendre compte de la régularité et de la similitude de forme des paramoudras.
Une hypothèse est qu'il s'agirait des restes d'organismes proches des éponges dont la croissance accompagnerait leur enfouissement dans la boue crayeuse,,. Une autre considère que les cylindres sont les empreintes d'anciennes cheminées de circulation de liquides ou de gaz. 
L'explication la plus généralement admise est qu'il s'agirait d'une concrétion formée à partir du terrier d'un animal fouisseur, probablement un ver marin inconnu (mais baptisé pour l'occasion Bathicnus paramoudrae),.

## Galerie

Paramoudras du massifs du Jaizkibel.
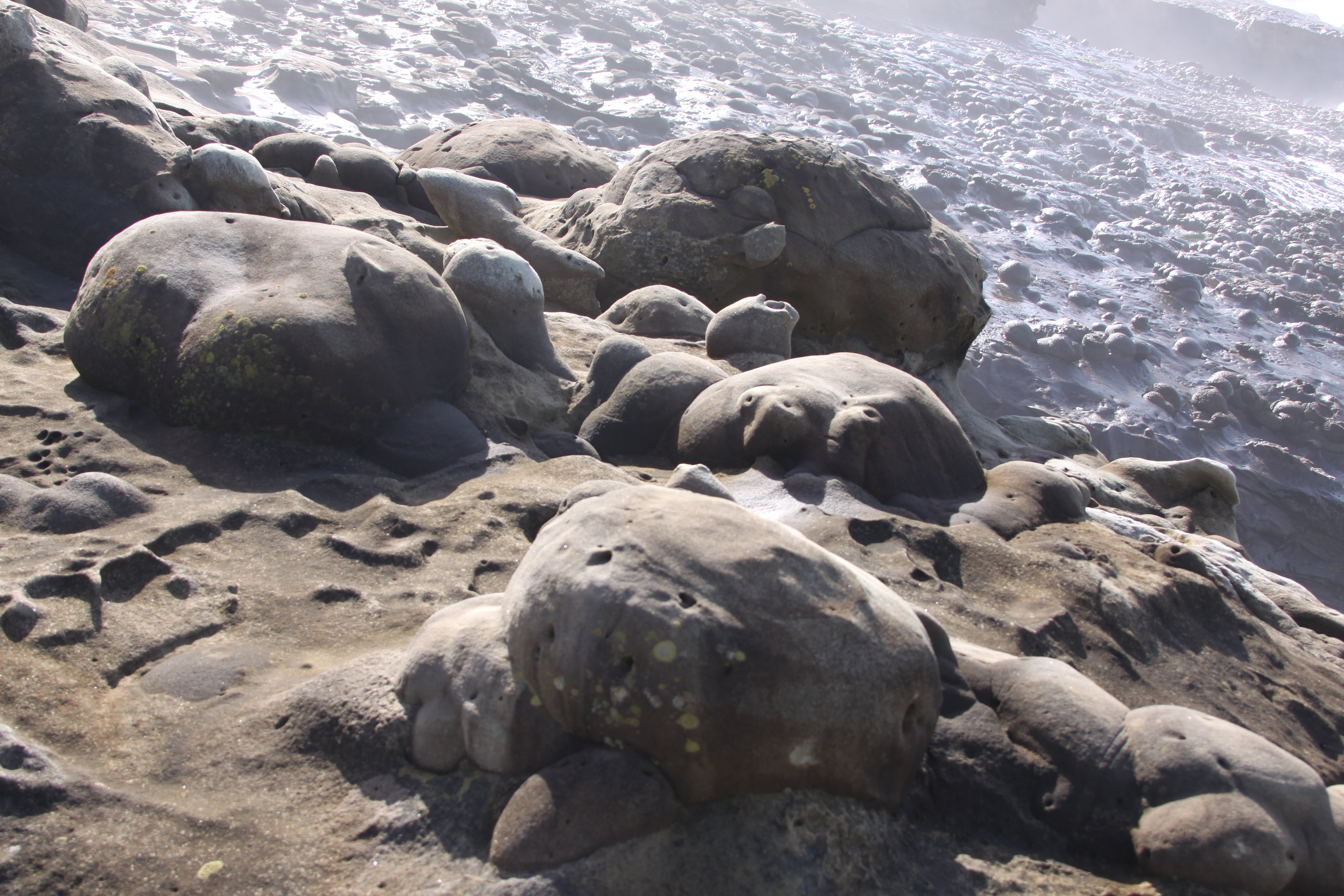
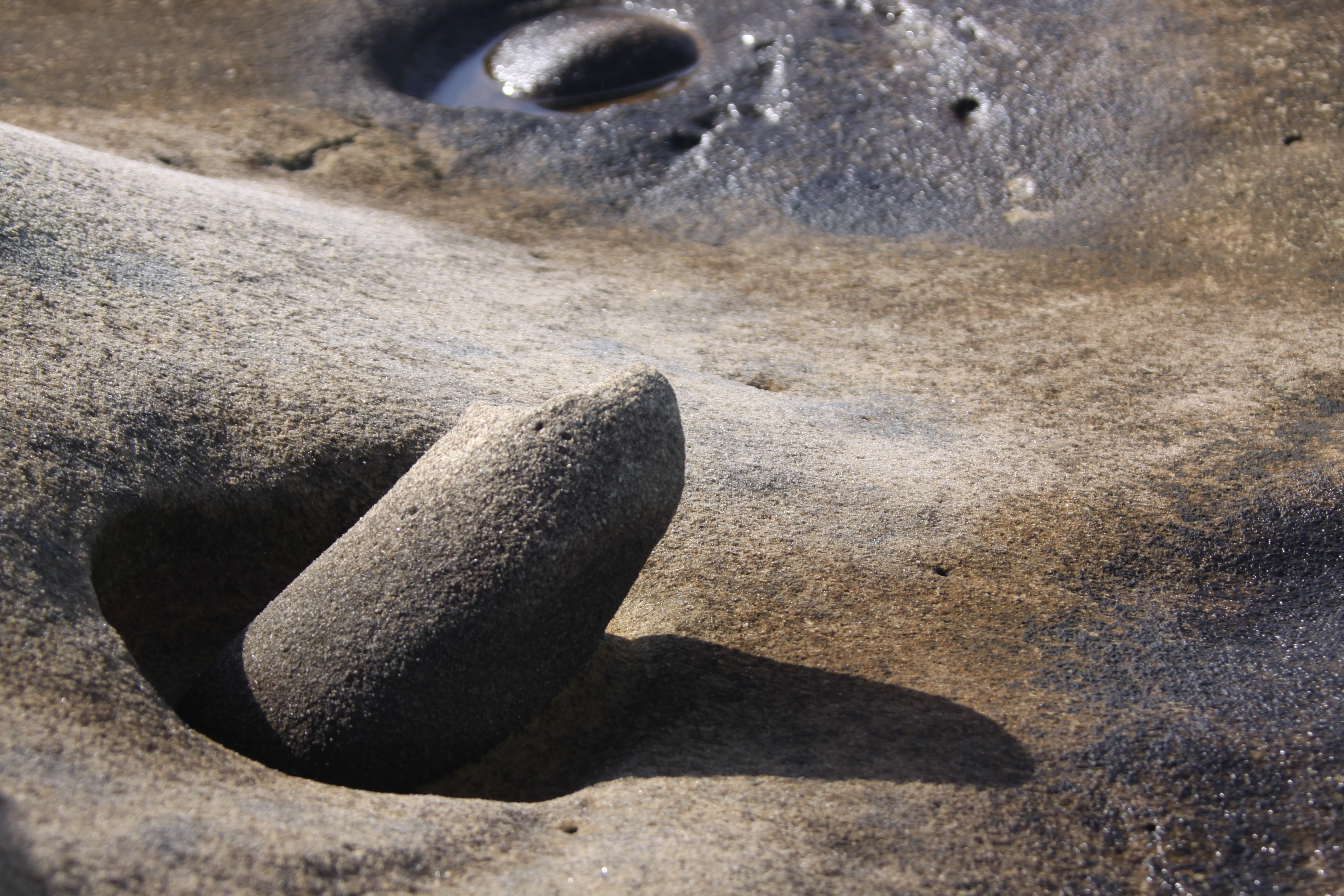
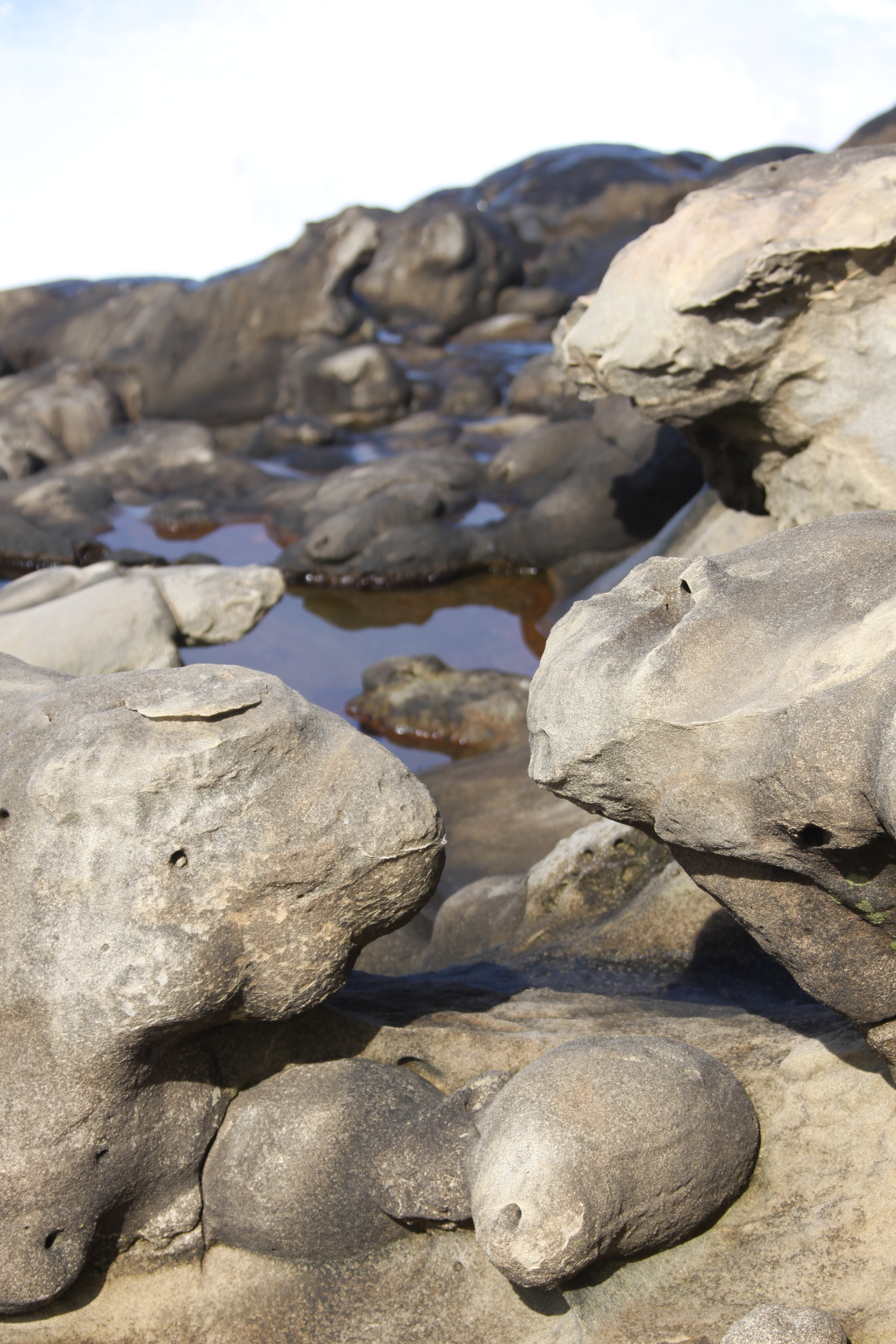
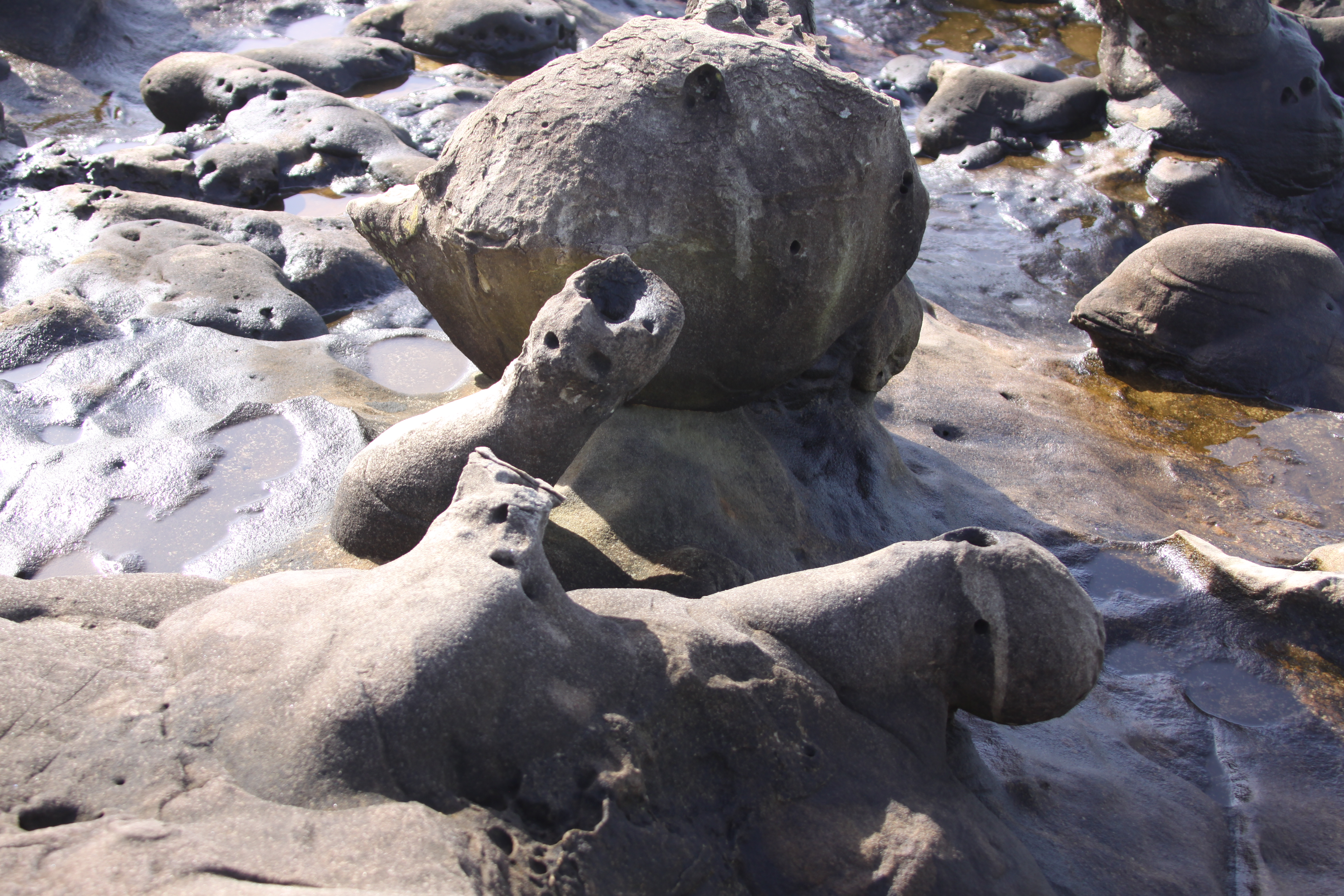
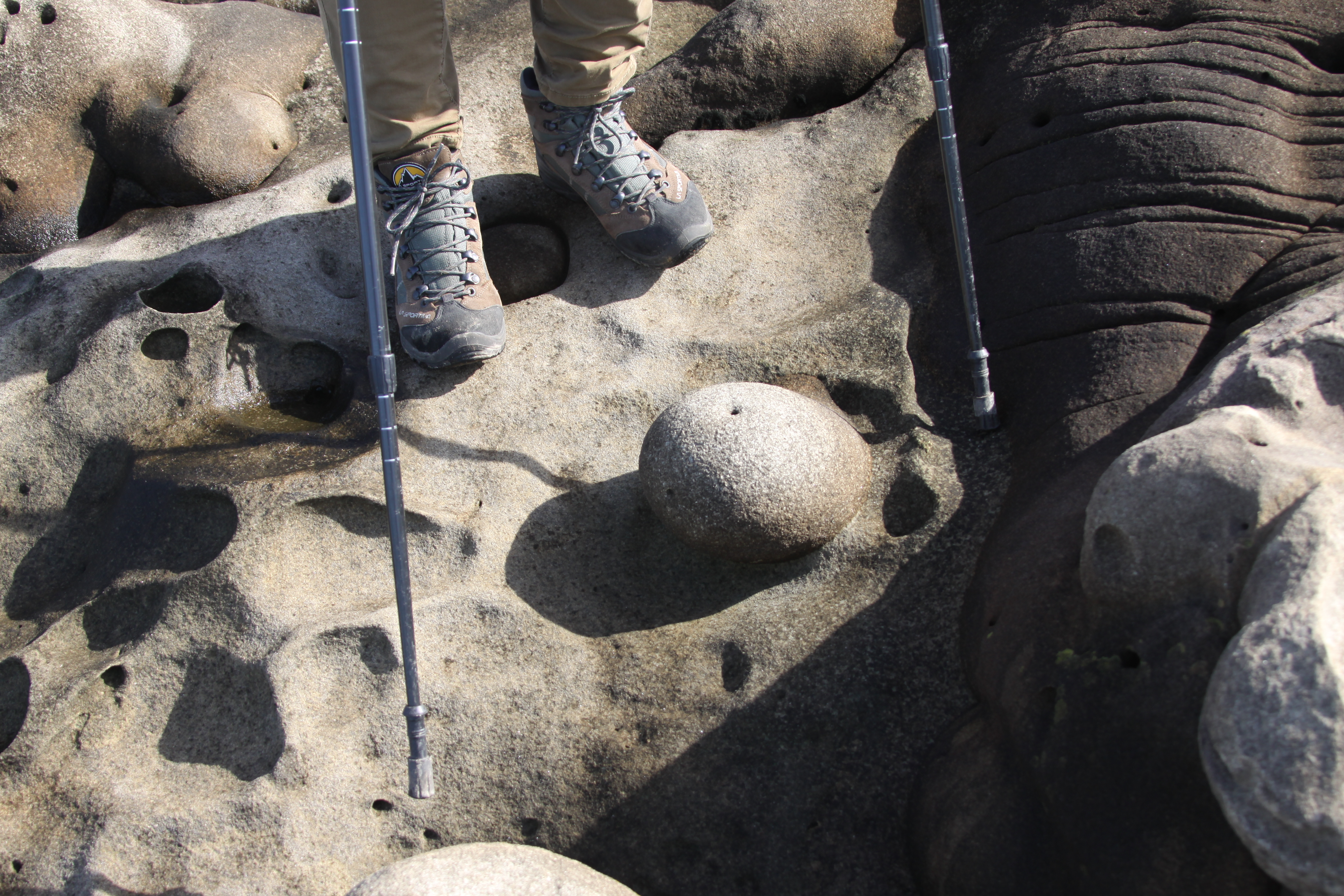